# Parafia Zesłania Ducha Świętego w Ząbkach
Parafia pw. Zesłania Ducha Świętego w Ząbkach – parafia rzymskokatolicka należąca do dekanatu zielonkowskiego, diecezji warszawsko-praskiej, metropolii warszawskiej. 
Parafia została erygowana 29 czerwca 2002 roku przez bp. Kazimierza Romaniuka. Obejmuje południową część miasta – Osiedle Słoneczne. Kaplica parafialna została wybudowana w 2000. Kościół parafialny w budowie od 2004. W jego dolnej części, od pasterki 2014 roku, odprawiane są msze. Mieści się przy ulicy Powstańców.